# M. Àngels Pujol Bacardit
M. Àngels Pujol Bacardit (Sant Pere Sallavinera, Alta Segarra, 13 de maig de 1928 - Calaf, Anoia, 2019) fou infermera i col·legiada del Col·legi Oficial d'Infermeres i Infermers de Barcelona.
Al 1933 va iniciar la seva escolarització, i al 1946 es va matricular a l'Escola d'Infermeres de l'Hospital Clínic i obté el títol d'Infermera al 1949. Al 1950 obté el títol de Llevadora a la Universitat de Barcelona, al 1957 el de Practicant a la Universitat de Barcelona, i al 1953 el de d'especialista en malalties dels peus a la Facultat de Medicina de la Universitat de Barcelona. Al 1963 obté el Diploma d'Ajudant Sanitari d'Empresa. I al 1968 es titula com a ATS. I finalment al 1988 obté el títol de Diplomada en Infermeria.
Al 1949 va començar a treballar al laboratori del Dr. Pere Piulachs i Oliva a l'Hospital Clínic. I al 1953 comença a treballar com a practicant interina a Calaf (Anoia) i als pobles de l'entorn, i al 1957 acaba guanyant la plaça de practicant APD (Assistència pública domiciliària) de Calaf i pobles de l'entorn.
Entre 1965 i 1970 exerceix d'infermera d'empresa a la fàbrica Gimferrer de Calaf. I al 1972 ocupa la plaça oficial de matrona de Calaf. Al 1989 entra a formar part de l'Àrea Bàsica de Salut de Calaf, i s'acaba jubilant en aquesta plaça el 23 de maig de 1993.
Entre 1995 i 1999 és Cap de l'oposició per Esquerra Republicana de Catalunya a l'Ajuntament de Calaf.
El 2018, en motiu dels seus 90 anys l'Ajuntament de Calaf li va fer un acte de reconeixement per la tasca desenvolupada i la dedicació a les persones durant l'exercici professional al servei de la salut i de la comarca.